# Bataille du lac Benacus
La bataille du lac Benacus est une victoire militaire de Rome sur les Alamans. La bataille s'est déroulée en 268 sur les rives du lac de Garde (alors appelé lac Benacus). Les tribus germaines furent écrasées et les survivants battirent en retraite en dehors des frontières de l'Empire romain. Rome dut néanmoins faire face à une nouvelle invasion des Alamans en 271.